# Lutz Graf Schwerin von Krosigk
Johann Ludwig (Lutz) Graf Schwerin von Krosigk (Rathmannsdorf, 22. kolovoza 1887. – Essen, 4. ožujka 1977.) je bio njemački političar.
Rođen je u mjestu Rathmannsdorf u Saskoj. Studirao je pravo i političke znanosti u Halleu, Lausannei na Oxfordu. Za vrijeme Prvog svjetskog rata služio je njemačkoj vojsci i nagrađen je Željeznim križom. Godine 1918. von Krosigk se oženio barunicom Ehrengard von Plettenberg, s kojom je imao pet kćeri i četiri sina. 
Anti-partizanski konzervativac, Schwerina von Krosigka postavio je na mjesto ministra financija Franz von Papen 1932. Na molbu predsjednika von Hindenburga ostao na tom mjestu i za von Schleicherove vladavine, a i za vrijeme nacističkog režima. 
Nekoliko članova njegove obitelji sudjelovalo je u pokušaju atentata na Adolfa Hitlera. Schwerin von Krosigk je rijetko viđan u javnim nastupima, a kako Hitler nije imao redovite sjednice kabineta, Schwerin von Krosigk je bio više apolitički ministar u svom ministarstvu. 
Dana 1. svibnja 1945., tadašnji predsjednik Karl Dönitz postavio je von Krosigka na mjesto kancelara. Dönitz i Schwerin von Krosigk vodili su pregovore sa Zapadnim silama o privremenom primirju, dok su u isto vrijeme na istoku bili prisiljeni odbijati snažne sovjetske napade. No Dönitzovu vladu nisu priznali Saveznici i ukinuta je kada su njezine članove uhitili Britanci 23. svibnja 1945. u Flensburgu. Schwerin von Krosigk držan je u pritvoru sve do pomilovanja 1951.
U kasnijim je godinama Schwerin von Krosigk napisao mnoge knjige o ekonomskoj politici, kao i dvije inačice memoara. On je bio prva osoba koja je spominjala spuštanje "Željezne zavjese" preko Europe. Tu frazu pokupio je iz knjige Josepha Goebbelsa (Godina 2000, Reich, 25. veljače 1945, str. 1-2), a svjetski poznatom učinio ju je Winston Churchill u svojem govoru.
Schwerin von Krosigk umro je u Essenu u 89. godini života.

## Djela
- Zbilo se u Njemačkoj (Es geschah in Deutschland), 1951.
- Veliko vrijeme vatre - put njemačke industrije (Die große Zeit des Feuers - Der Weg der deutschen Industrie), 1959.
- Alles auf Wagnis - der Kaufmann gestern, heute und morgen, 1963.
- Persönliche Erinnerungen, memoari, 1974.
- Državni bankrot (Staatsbankrott, Studie über die deutsche Finanzpolitik von 1920 bis 1945), 1975.
- Memoiren (krača verzija Persönliche Erinnerungen), 1977.

## Vanjske poveznice
- Biografija (Deutsches Historisches Museum Berlin)

| Prethodnik: Joseph Goebbels      | Reichskanzler 1. svibnja, 1945. –23. svibnja, 1945. | Nasljednik: Konrad Adenauer(SRNJ) Otto Grotewoh (DDR) |
| Prethodnik: Arthur Seyss-Inquart | Ministar vanjskih poslova 1945.                     | Nasljednik: Konrad Adenauer                           |
| Prethodnik: Hermann R. Dietrich  | Ministar financija 1932. –1945.                     | Nasljednik: Fritz Schäffer                            |